# Onafhankelijkheidsreferendum in Liberia (1846)
Het onafhankelijkheidsreferendum in Liberia van 1846 werd op 26 oktober van dat jaar gehouden en handelde over de vraag of de bevolking onafhankelijkheid wilde. Het land was formeel geen kolonie, maar een particuliere onderneming gerund door de American Colonization Society (ACS). Er waren twee belangrijke redenen waarom leidende figuren binnen de Liberiaanse samenleving streefden naar een zelfstandige staat: ten eerst vond men de tijd rijp om op eigen benen te staan en ten tweede was het Liberia als niet-onafhankelijke staat kwetsbaar: buitenlandse (voornamelijk Engelse) ondernemingen weigerden bijvoorbeeld om invoer-, uitvoer- en douanerechten te betalen omdat Liberia als particuliere onderneming daartoe niet bevoegd was. Vrij snel was de besturende elite onder leiding van gouverneur Joseph Jenkins Roberts het erover eens dat Liberia het best zou gedijen als een zelfstandige republiek. De ACS steunde het bestuur van Liberia in haar voornemen, zij het echter aanvankelijk niet van harte.
Na de nodige voorbereidingen te hebben getroffen hield het bestuur op 26 oktober 1846 het onafhankelijkheidsreferendum waarbij 52% van de kiezers (Americo-Liberianen die beschikten over onroerend goed) zich uitsprak vóór onafhankelijkheid.

## Uitslag
| Keuze                           | Stemmen | %     |
| ------------------------------- | ------- | ----- |
| "Vóór"                          |         | 52,00 |
| "Tegen"                         |         | 48,00 |
| Totaal                          |         | 100   |
| Geregistreerde kiezers/ opkomst |         | 66,00 |
| Bron: AED                       |         |       |

## Nasleep
Eind mei 1847 presenteerde gouverneur Roberts een conceptgrondwet voor Liberia, die door de Constitutionele Conventie, bestaande uit afgevaardigden van de verschillende County's van Liberia, werd goedgekeurd en op 25 juni 1847 werd geratificeerd. Nadat de Constitutionele Conventie de grondwet had geratificeerd stelde diezelfde conventie een onafhankelijkheidsverklaring op die op 23 juli 1847 gereed was en werd voorgelegd aan gouverneur Roberts. Op 26 juli 1847 werd de onafhankelijkheidsverklaring plechtig voorgelezen in de hoofdstad Monrovia en werd Liberia de eerste onafhankelijke republiek van Afrika. Op 27 september 1847 stemde met meerderheid van de kiezers tijdens een referendum in met de grondwet. Op 5 oktober 1847 togen de stemgerechtigden naar de stembus en kozen Roberts tot staatshoofd. Op 3 januari 1848 werd Roberts geïnaugureerd als de eerste president van Liberia.

## Bron
- (en)  Dr. A. Abayomi Cassell: Liberia: History of the First African Republic, Fountainhead Publishers, New York 1970